# Sarah Ratner
Sarah Ratner (9 juin 1903 - 28 juillet 1999) est une biochimiste américaine. Ses contributions à l'étude du métabolisme de l'azote permettent de mieux comprendre les troubles humains de la synthèse de l'urée. En 1961, Ratner reçoit la Médaille Garvan-Olin de l'American Chemical Society et est élue à l'Académie nationale des sciences en 1974.

## Jeunesse
Les parents de Ratner sont des immigrants juifs russes arrivés aux États-Unis à la fin des années 1900. Son père, Aaron Ratner possède une entreprise de fabrication. Avec son frère jumeau, Sarah est née le 9 juin 1903 à New York. Elle est la plus jeune enfant et la seule fille parmi les cinq enfants. Son père lui donne la même formation académique que ses frères, mais elle est le seul membre de la famille à poursuivre une carrière universitaire.

## Carrière
Ratner reçoit une bourse à l'Université Cornell en 1920 avec une majeure en chimie. En tant que seule femme dans la plupart de ses cours et en raison de sa nature timide, elle a du mal à partager ses expériences et ses idées avec ses collègues. Après avoir obtenu son diplôme en 1924, Ratner est employé dans un laboratoire de pédiatrie au Long Island College Hospital de New York.
En tant qu'étudiante diplômé, Ratner se tourne vers la biochimie, qui au début des années 1930 est principalement préoccupée par la physiologie et la chimie organique. Elle est acceptée comme en doctorat par Hans Thacher Clarke au Département de biochimie du Collège des médecins et chirurgiens de l'Université Columbia. La condition d'admission au département à l'époque est simplement de "survivre à un entretien avec HT [Clarke], à l'issue duquel l'étudiant potentiel est immédiatement informé du résultat". En 1932, en collaboration avec C.A Weymuller, elle publie une étude sur le métabolisme acido-basique d'un enfant normal soumis à des régimes qui augmentent la teneur en matières grasses. Ensemble, ils discutent des "dix-sept méthodes analytiques différentes utilisées pour la détermination d'une grande variété de paramètres dans le sérum sanguin et les matières fécales".
Après avoir obtenu son doctorat, Ratner a du mal à obtenir un poste de chercheur en raison de son sexe. Finalement, elle est embauchée par Rudolf Schoenheimer du Collège des médecins et chirurgiens pour étudier les processus métaboliques des composés azotés. De 1937 à 1939, Ratner travaille dans le cadre d'une bourse de recherche de la Fondation Josiah Macy, Jr., et de 1939 à 1946, elle obtient les titres académiques d'instructeur et de professeur adjoint à l'Université Columbia.
À la suite de ses travaux en 1942 avec David E. Green sur les amino- et hydroxy acides oxydases, et sur une forme peptidique de l'acide p-aminobenzoïque, elle s'intéresse à de nouveaux aspects du métabolisme de l'azote. En 1946, Ratner est embauchée comme professeur adjoint de pharmacologie à la New York University School of Medicine. L'année suivante, elle publie un livre sur le mécanisme de formation de l'arginine à partir de la citrulline, sujet qui occupe ses études pendant les quatre décennies suivantes. Elle est élue membre de l'Académie américaine des arts et des sciences en 1974.
Ratner entre au Département de biochimie de l'Institut de recherche en santé publique de New York au milieu des années 1950. Elle prend sa retraite en 1992 à l'âge de 89 ans.